# Brug 43

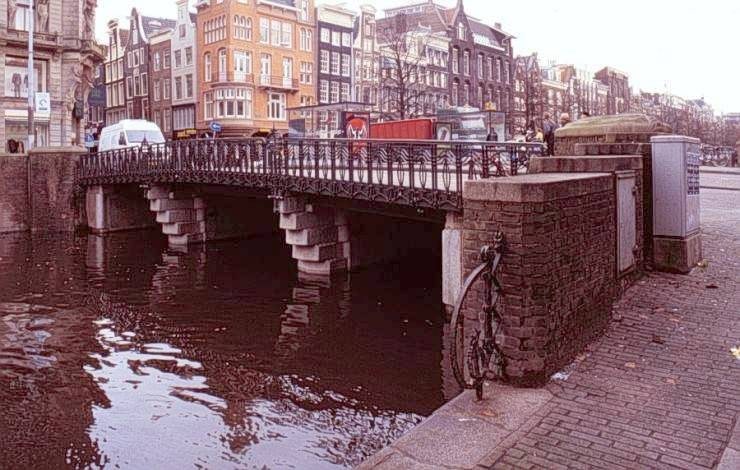
De uitkragingen van Van der Mey (2006)

Brug 43 is een vaste brug in Amsterdam-Centrum.
De verkeersbrug, waarover met name de tramlijnen 2 en 12 rijden, ligt in de Leidsestraat en overspant de Keizersgracht in de Amsterdamse Grachtengordel.
Er ligt hier al eeuwen een brug. Stadsarchitect Daniël Stalpaert tekende de brug al in op zijn kaart van 1662, maar de omgeving is nog als onbebouwd aangegeven. Frederik de Wits kaart van 1688 laat de brug zien. De moderne geschiedenis van de brug begint in 1873, als de gemeenteraad een plan aanvaardt voor de verlaging van de brug: de brug en ook de Leidsestraat moeten klaargemaakt worden voor het toenemende verkeer. De Leidsestraat kreeg daarbij bijvoorbeeld trottoirs. Dit bleek onvoldoende, want in 1880 kwamen alweer nieuwe plannen; voor en na de brug moesten wissels komen voor de tramlijnen en ze moest afgetopt worden. De besluitvorming liep vertraging op omdat de voorganger van de brug over de Prinsengracht na eenzelfde aanpassing voor het verkeer moeilijker begaanbaar bleek. In 1889 werd de brug getroffen door een vreemd fenomeen. De houten blokjes die tussen de rails lagen krompen bij warmte, het voegcement droogde uit en scheurde. Zodra het begon te regenen, kwam het regenwater terecht op de houten ondergrond, die zette en uit en stootte de houten blokjes uit hun verband. De brug werd onbegaanbaar. In 1911 werd dan besloten over definitieve verbreding van de brug. De bruggenarchitect Jo van der Mey van de Dienst der Publieke Werken ontwierp toen al een serie bruggen, want ook de bruggen over Herengracht en Prinsengracht moesten aangepast worden. Uitvoering liep (wederom) vertraging op. Er kwamen in 1913 namelijk voorstellen om de Leidsestraat aanmerkelijk te verbreden vanwege het almaar toenemend verkeer. Een gevolg zou zijn het slopen van een serie huizen. Een alternatief voor de verkeersstroom was de demping van de Leidsegracht. Vervolgens brak de Eerste Wereldoorlog uit, hetgeen een enorme prijsstijging van benodigde bouwmaterialen te zien gaf. Hildo Krop maakte al wel een ontwerp voor een aantal beelden voor de brug. De steenhouwerij van Johan Polet fabriceerde de beelden.
Eind 1921 begon de gemeente dan met het vervangen van de brug. Het ontwerp was inmiddels aangepast door de “nieuwe bruggenman” in Amsterdam, Piet Kramer. Hij wijzigde het ontwerp van Van der Mey, maar liet de uitkragingen op de brugpijlers ongemoeid. Tijdens de bouw van de brug bleven de trams over de brug rijden, maar dan over enkelspoor. De trams konden elkaar op de brug niet meer passeren, hetgeen tot aanmerkelijke vertraging leidde. De winter 1921/1922 bleek dermate streng, dat de werkzaamheden weer vertragingen opliepen – door vorstverlet. Pas midden 1922 werd de brug opgeleverd. Kramers signatuur is behalve bij de beelden ook terug te vinden bij de balustrades van exceptioneel siersmeedwerk in de stijl van de Amsterdamse School. In 1960 lag het verkeer opnieuw stil, het talud naar de brug toe was beschadigd, zodat het vernieuwd moest worden. Er ontstond een grote zandbak die de kinderen direct in gebruik namen als speelplaats. In 1971 was de brug weer een punt van discussie; het verkeer in de Leidsestraat en haar bruggen werd door het NRC als levensgevaarlijk omschreven. Uiteindelijk leidde het tot een algemeen verbod van verkeer in de straat vanaf 26 juli 1971, behalve voor trams en laad- en losverkeer op bepaalde uren. Alleen op de bruggen is nog verkeer mogelijk, maar dat kan dan alleen van de ene kade naar de andere kade.
In 2001 werd de brug uitgeroepen tot rijksmonument, de brug wordt omringd door vele rijksmonumenten. 
Volgens de omschrijving in het monumentenregister geven de walkanten, landhoofden en pijlers een variatie te zien van bak- en natuursteen. In het baksteen zijn op allerlei wijzen variaties aangebracht, zoals een getrapte vorm (zowel horizontaal als verticaal), horizontaal en verticaal metselwerk alsmede baksteen in dennenappelmotief. 
Net boven de waterlijn bevinden zich blokjes natuursteen. De brugvleugels zijn afgedekt met vier grijze, granieten weergaven van fabeldieren. De brugpijlers staan in verticaal getrapte vorm, die overgaan in uitkragingen, wederom van natuursteen. Voorts zijn er rechte stalen randliggers met geprofileerde afdeklijsten en balustrades van siersmeedwerk, die vastgezet zijn op de afdeklijst en uitkragingen. Ze legde daarbij de nadruk bij de esthetische schoonheid van de brug.
De brug beschikt over drie doorvaartopeningen. De grootste is 6,70 meter breed en heeft een hoogte van 1,77 meter.
1 · 2 · 3 · 4 · 5 · 6 · 7 · 8 · 9 · 10 · 11 · 12 · 13 · 14 · 15 · 16 · 17 · 18 · 19 · 20 · 21 · 22 · 23 · 24 · 25 · 26 · 27 · 28 · 29 · 30 · 31 · 32 · 34 · 35 · 36 · 37 · 38 · 39 · 40 · 41 · 42 · 43 · 44 · 45 · 46 · 47 · 48 · 49 · 50 · 51 · 52 · 53 · 54 · 55 · 56 · 57 · 58 · 59 · 60 · 61 · 62 · 63 · 64 · 65 · 66 · 67 · 68 · 69 · 70 · 71 · 72 · 73 · 74 · 75 · 76 · 77 · 78 · 79 · 80 · 81 · 82 · 84 · 85 · 86 · 87 · 88 · 89 · 90 · 91 · 92 · 93 · 94 · 95 · 96 · 97 · 98 · 99 · >>>
Brugnummers 33 en 83 zijn niet (meer) vergeven